# Antonio Ramos Espejo
Antonio Ramos Espejo (Alhama de Granada, Granada, 21 de dezembro de 1943) é um jornalista espanhol.